# Arrondissement Troyes
Das Arrondissement Troyes ist eine Verwaltungseinheit des französischen Départements Aube in der Region Grand Est. Hauptort (Präfektur) ist Troyes.
Es umfasst 244 Gemeinden in 14 Wahlkreisen (Kantonen).

## Wahlkreise
| - Kanton Aix-en-Othe - Kanton Arcis-sur-Aube - Kanton Bar-sur-Seine - Kanton Brienne-le-Château (mit 10 von 53 Gemeinden) - Kanton Creney-près-Troyes (mit 8 von 33 Gemeinden) - Kanton Les Riceys - Kanton Saint-André-les-Vergers | - Kanton Saint-Lyé (mit 8 von 33 Gemeinden) - Kanton Troyes-1 - Kanton Troyes-2 - Kanton Troyes-3 - Kanton Troyes-4 - Kanton Troyes-5 - Kanton Vendeuvre-sur-Barse (mit 20 von 37 Gemeinden) |

## Gemeinden
| 1. Aix-Villemaur-Pâlis (10003)        | 2. Allibaudières (10004)             | 3. Arcis-sur-Aube (10006)                | 4. Arrelles (10009)                  |
| 5. Assenay (10013)                    | 6. Assencières (10014)               | 7. Aubeterre (10015)                     | 8. Auxon (10018)                     |
| 9. Avant-lès-Ramerupt (10021)         | 10. Avirey-Lingey (10022)            | 11. Avreuil (10024)                      | 12. Bagneux-la-Fosse (10025)         |
| 13. Balnot-la-Grange (10028)          | 14. Balnot-sur-Laignes (10029)       | 15. Barberey-Saint-Sulpice (10030)       | 16. Bar-sur-Seine (10034)            |
| 17. Bercenay-en-Othe (10037)          | 18. Bernon (10040)                   | 19. Bertignolles (10041)                 | 20. Bérulle (10042)                  |
| 21. Bouilly (10051)                   | 22. Bouranton (10053)                | 23. Bourguignons (10055)                 | 24. Bouy-Luxembourg (10056)          |
| 25. Bragelogne-Beauvoir (10058)       | 26. Bréviandes (10060)               | 27. Brévonnes (10061)                    | 28. Briel-sur-Barse (10062)          |
| 29. Brillecourt (10065)               | 30. Bucey-en-Othe (10066)            | 31. Buchères (10067)                     | 32. Buxeuil (10068)                  |
| 33. Buxières-sur-Arce (10069)         | 34. Celles-sur-Ource (10070)         | 35. Chacenay (10071)                     | 36. Chamoy (10074)                   |
| 37. Champigny-sur-Aube (10077)        | 38. Channes (10079)                  | 39. Chaource (10080)                     | 40. Chappes (10083)                  |
| 41. Charmont-sous-Barbuise (10084)    | 42. Chaserey (10087)                 | 43. Chaudrey (10091)                     | 44. Chauffour-lès-Bailly (10092)     |
| 45. Chennegy (10096)                  | 46. Chervey (10097)                  | 47. Chesley (10098)                      | 48. Chessy-les-Prés (10099)          |
| 49. Clérey (10100)                    | 50. Coclois (10101)                  | 51. Cormost (10104)                      | 52. Coursan-en-Othe (10107)          |
| 53. Courtaoult (10108)                | 54. Courtenot (10109)                | 55. Courteranges (10110)                 | 56. Courteron (10111)                |
| 57. Coussegrey (10112)                | 58. Creney-près-Troyes (10115)       | 59. Crésantignes (10116)                 | 60. Cunfin (10119)                   |
| 61. Cussangy (10120)                  | 62. Dampierre (10121)                | 63. Davrey (10122)                       | 64. Dierrey-Saint-Pierre (10125)     |
| 65. Dommartin-le-Coq (10127)          | 66. Dosches (10129)                  | 67. Dosnon (10130)                       | 68. Eaux-Puiseaux (10133)            |
| 69. Éguilly-sous-Bois (10136)         | 70. Ervy-le-Châtel (10140)           | 71. Essoyes (10141)                      | 72. Estissac (10142)                 |
| 73. Étourvy (10143)                   | 74. Fays-la-Chapelle (10147)         | 75. Feuges (10149)                       | 76. Fontette (10155)                 |
| 77. Fontvannes (10156)                | 78. Fouchères (10158)                | 79. Fralignes (10159)                    | 80. Fresnoy-le-Château (10162)       |
| 81. Géraudot (10165)                  | 82. Grandville (10167)               | 83. Gyé-sur-Seine (10170)                | 84. Herbisse (10172)                 |
| 85. Isle-Aubigny (10174)              | 86. Isle-Aumont (10173)              | 87. Javernant (10177)                    | 88. Jeugny (10179)                   |
| 89. Jully-sur-Sarce (10181)           | 90. La Chapelle-Saint-Luc (10081)    | 91. La Loge-Pomblin (10201)              | 92. La Rivière-de-Corps (10321)      |
| 93. La Vendue-Mignot (10402)          | 94. Lagesse (10185)                  | 95. Laines-aux-Bois (10186)              | 96. Landreville (10187)              |
| 97. Lantages (10188)                  | 98. Laubressel (10190)               | 99. Lavau (10191)                        | 100. Le Chêne (10095)                |
| 101. Le Pavillon-Sainte-Julie (10281) | 102. Les Bordes-Aumont (10049)       | 103. Les Croûtes (10118)                 | 104. Les Granges (10168)             |
| 105. Les Loges-Margueron (10202)      | 106. Les Noës-près-Troyes (10265)    | 107. Les Riceys (10317)                  | 108. Lhuître (10195)                 |
| 109. Lignières (10196)                | 110. Lirey (10198)                   | 111. Loches-sur-Ource (10199)            | 112. Longeville-sur-Mogne (10204)    |
| 113. Longsols (10206)                 | 114. Lusigny-sur-Barse (10209)       | 115. Luyères (10210)                     | 116. Macey (10211)                   |
| 117. Machy (10212)                    | 118. Magnant (10213)                 | 119. Mailly-le-Camp (10216)              | 120. Maisons-lès-Chaource (10218)    |
| 121. Maraye-en-Othe (10222)           | 122. Marolles-lès-Bailly (10226)     | 123. Marolles-sous-Lignières (10227)     | 124. Maupas (10229)                  |
| 125. Mergey (10230)                   | 126. Merrey-sur-Arce (10232)         | 127. Mesnil-la-Comtesse (10235)          | 128. Mesnil-Lettre (10236)           |
| 129. Mesnil-Saint-Père (10238)        | 130. Mesnil-Sellières (10239)        | 131. Messon (10240)                      | 132. Metz-Robert (10241)             |
| 133. Montaulin (10245)                | 134. Montceaux-lès-Vaudes (10246)    | 135. Montfey (10247)                     | 136. Montgueux (10248)               |
| 137. Montiéramey (10249)              | 138. Montigny-les-Monts (10251)      | 139. Montreuil-sur-Barse (10255)         | 140. Montsuzain (10256)              |
| 141. Morembert (10257)                | 142. Moussey (10260)                 | 143. Mussy-sur-Seine (10261)             | 144. Neuville-sur-Seine (10262)      |
| 145. Neuville-sur-Vanne (10263)       | 146. Noé-les-Mallets (10264)         | 147. Nogent-en-Othe (10266)              | 148. Nogent-sur-Aube (10267)         |
| 149. Nozay (10269)                    | 150. Onjon (10270)                   | 151. Ormes (10272)                       | 152. Ortillon (10273)                |
| 153. Paisy-Cosdon (10276)             | 154. Pargues (10278)                 | 155. Payns (10282)                       | 156. Piney (10287)                   |
| 157. Plaines-Saint-Lange (10288)      | 158. Planty (10290)                  | 159. Poivres (10293)                     | 160. Poligny (10294)                 |
| 161. Polisot (10295)                  | 162. Polisy (10296)                  | 163. Pont-Sainte-Marie (10297)           | 164. Pouan-les-Vallées (10299)       |
| 165. Pougy (10300)                    | 166. Praslin (10302)                 | 167. Prugny (10307)                      | 168. Prusy (10309)                   |
| 169. Racines (10312)                  | 170. Ramerupt (10314)                | 171. Rigny-le-Ferron (10319)             | 172. Roncenay (10324)                |
| 173. Rosières-près-Troyes (10325)     | 174. Rouilly-Sacey (10328)           | 175. Rouilly-Saint-Loup (10329)          | 176. Rumilly-lès-Vaudes (10331)      |
| 177. Ruvigny (10332)                  | 178. Saint-André-les-Vergers (10333) | 179. Saint-Benoist-sur-Vanne (10335)     | 180. Saint-Benoît-sur-Seine (10336)  |
| 181. Sainte-Maure (10352)             | 182. Sainte-Savine (10362)           | 183. Saint-Étienne-sous-Barbuise (10338) | 184. Saint-Germain (10340)           |
| 185. Saint-Jean-de-Bonneval (10342)   | 186. Saint-Julien-les-Villas (10343) | 187. Saint-Léger-près-Troyes (10344)     | 188. Saint-Lyé (10349)               |
| 189. Saint-Mards-en-Othe (10350)      | 190. Saint-Nabord-sur-Aube (10354)   | 191. Saint-Parres-aux-Tertres (10357)    | 192. Saint-Parres-lès-Vaudes (10358) |
| 193. Saint-Phal (10359)               | 194. Saint-Pouange (10360)           | 195. Saint-Remy-sous-Barbuise (10361)    | 196. Saint-Thibault (10363)          |
| 197. Saint-Usage (10364)              | 198. Semoine (10369)                 | 199. Sommeval (10371)                    | 200. Souligny (10373)                |
| 201. Thennelières (10375)             | 202. Thieffrain (10376)              | 203. Torcy-le-Grand (10379)              | 204. Torcy-le-Petit (10380)          |
| 205. Torvilliers (10381)              | 206. Trouans (10386)                 | 207. Troyes (10387)                      | 208. Turgy (10388)                   |
| 209. Vailly (10391)                   | 210. Val-d’Auzon (10019)             | 211. Vallières (10394)                   | 212. Vanlay (10395)                  |
| 213. Vauchassis (10396)               | 214. Vaucogne (10398)                | 215. Vaudes (10399)                      | 216. Vaupoisson (10400)              |
| 217. Verpillières-sur-Ource (10404)   | 218. Verricourt (10405)              | 219. Verrières (10406)                   | 220. Villacerf (10409)               |
| 221. Villechétif (10412)              | 222. Villeloup (10414)               | 223. Villemereuil (10416)                | 224. Villemoiron-en-Othe (10417)     |
| 225. Villemorien (10418)              | 226. Villemoyenne (10419)            | 227. Villeneuve-au-Chemin (10422)        | 228. Villery (10425)                 |
| 229. Ville-sur-Arce (10427)           | 230. Villette-sur-Aube (10429)       | 231. Villiers-Herbisse (10430)           | 232. Villiers-le-Bois (10431)        |
| 233. Villiers-sous-Praslin (10432)    | 234. Villy-en-Trodes (10433)         | 235. Villy-le-Bois (10434)               | 236. Villy-le-Maréchal (10435)       |
| 237. Vinets (10436)                   | 238. Virey-sous-Bar (10437)          | 239. Vitry-le-Croisé (10438)             | 240. Viviers-sur-Artaut (10439)      |
| 241. Vosnon (10441)                   | 242. Voué (10442)                    | 243. Vougrey (10443)                     | 244. Vulaines (10444)                |

## Neuordnung der Arrondissements 2016

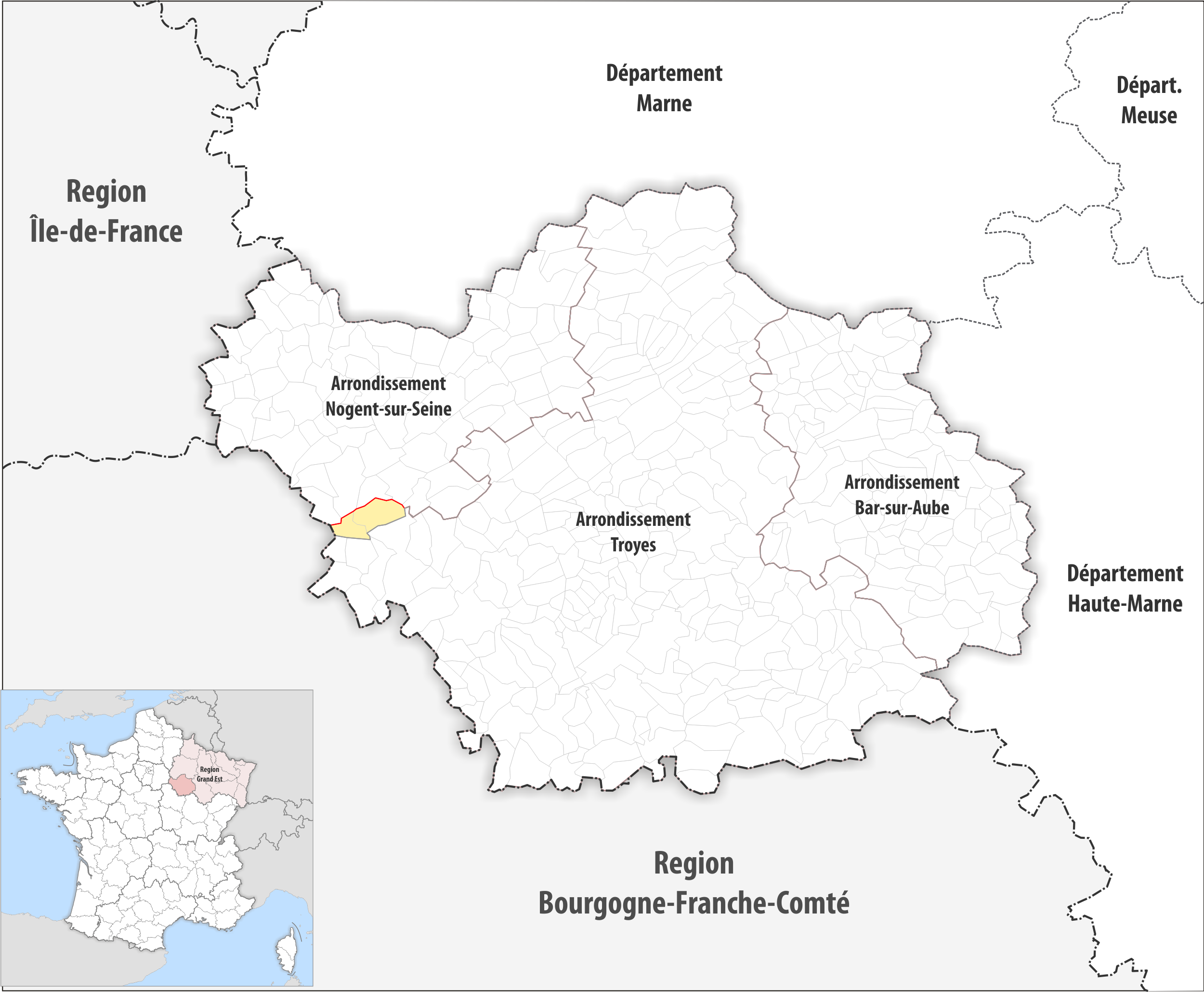
Arrondissementsanpassungen im Jahr 2016

Durch die Neuordnung der Arrondissements im Jahr 2016 wurden die Fläche der Gemeinde Planty sowie die Fläche der ehemaligen Gemeinde Palis vom Arrondissement Nogent-sur-Seine dem Arrondissement Troyes zugewiesen.

## Neuordnung der Arrondissements 2018

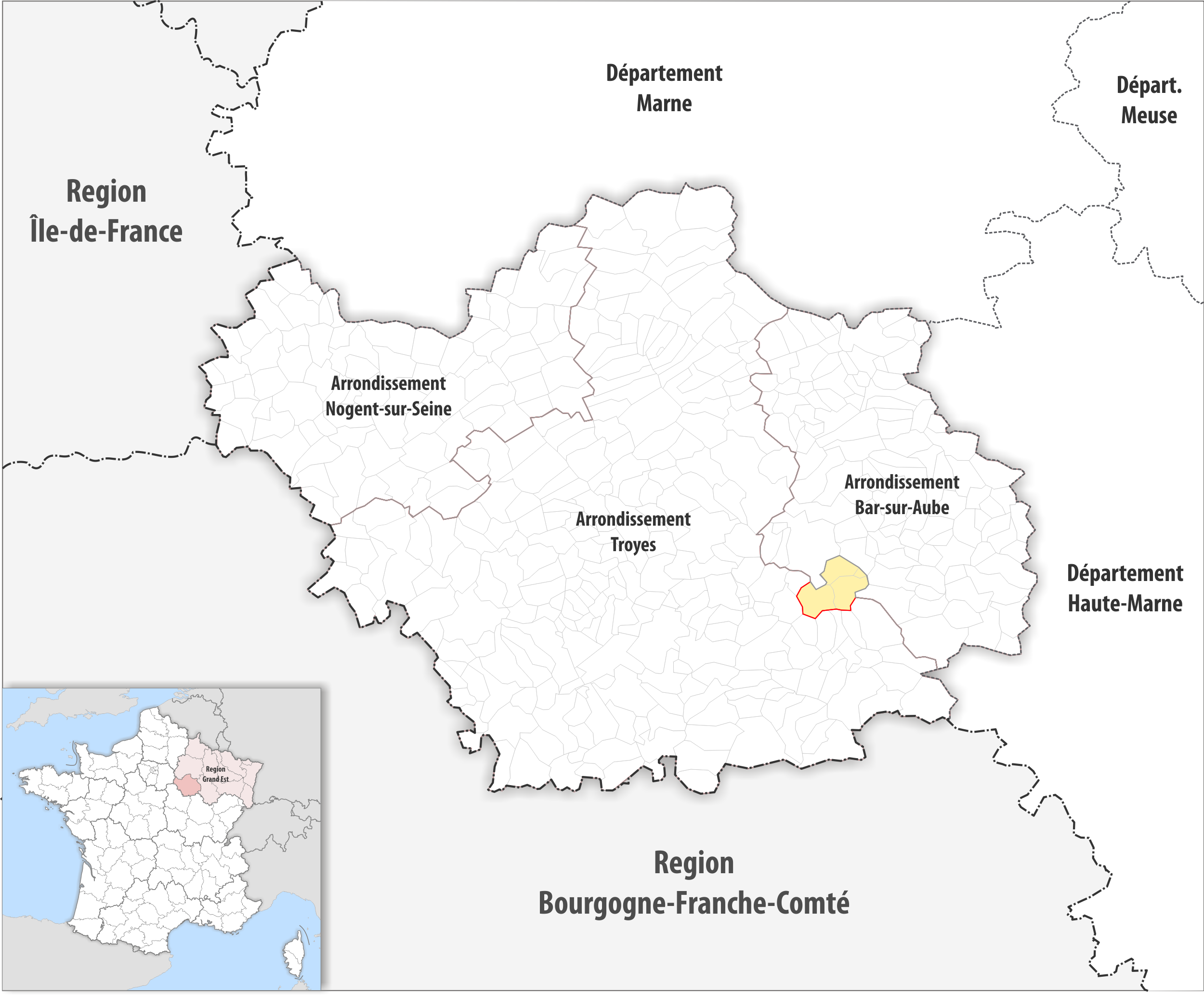
Arrondissementsanpassungen im Jahr 2018

Durch die Neuordnung der Arrondissements im Jahr 2018 wurden die Fläche der vier Gemeinden Beurey, Longpré-le-Sec, Montmartin-le-Haut und Puits-et-Nuisement vom Arrondissement Troyes dem Arrondissement Bar-sur-Aube zugewiesen.

## Weitere Neuordnungen
- Zum 1. Januar 2018 wurde die Gemeinde Dierrey-Saint-Pierre aus dem Arrondissement Nogent-sur-Seine in das Arrondissement Troyes übergeführt.[1]

## Ehemalige Gemeinden seit 2015
bis 2015:
Aix-en-Othe, Villemaur-sur-Vanne